# Andrej Kramarić
Andrej Kramarić (Zagreb, 19. lipnja 1991.) hrvatski je nogometaš koji trenutačno igra za 1899 Hoffenheim. Igra na poziciji napadača.
Njegov deseti i možda dosad najvažniji pogodak za reprezentaciju bio je onaj protiv domaćina svjetskog prvenstva 2018. – Rusije u četvrtfinalnoj utakmici. Andrej je tada zabio za izjednačenje 1:1. Hrvatska je u toj utakmici slavila boljim izvođenjem jedanaesteraca 6:5 (2:2) i prošla u polufinale prvenstva.

## Klupska karijera

### Dinamo Zagreb
Andrej Kramarić počeo je igrati nogomet u Dinamovoj školi nogometa kao šestogodišnjak. Kramarić je u mlađim dobnim kategorijama zagrebačkoga Dinama postigao više od 450 pogodaka, točnije 452 pogotka (!) čime je najbolji strijelac u povijesti podmlatka Dinama. Seniorskoj momčadi Dinama priključio se u rujnu 2008. godine a prvi profesionalni ugovor potpisao je početkom siječnja 2009. godine. U Velenju je, u lipnju 2009. godine, u prijateljskoj utakmici protiv Rudara, postigao prvi pogodak za seniorsku momčad Modrih. Za Dinamo je u Prvoj HNL debitirao u svibnju 2009. godine, u gradskome derbiju protiv NK Zagreba. Do odlaska na posudbu u Lokomotivu za seniorsku momčad Dinama sveukupno je odigrao 91 utakmicu uz 42 postignuta pogotka. Od sezone 2013./14., Dinamo ga vraća s posudbe iz Lokomotive i Kramarić je ponovno u modrom dresu kluba iz Maksimira. U uvodu sezone igrao je na 7 utakmica i postigao 3 pogotka, međutim nakon toga je nekoliko utakmica proveo na klupi ili tribinama te je javno izrazio nezadovoljstvo statusom zbog čega ga je klub kaznio te ga stavio na transfer listu. Tako je Andrej ponovno morao otići iz Maksimira.

### Lokomotiva Zagreb
U veljači 2012. godine otišao je na posudbu u zagrebačku Lokomotivu u kojoj je proveo godinu i pol dana, postavši drugi strijelac 1. HNL.

### Rijeka
Nakon svađe s vodstvom Dinama, Andrej u ljeto 2013. prelazi u Rijeku. Svoj prvi pogodak za Rijeku Andrej zabija u 9.kolu kada u Koprivnici protiv Slaven Belupa postiže jedini pogodak na susretu u 14. minuti. Dana 9. listopada 2013. Rijeka je igrala u 1/16 hrvatskog kupa gdje je pobijedila 11:0 NK BŠK Zmaj Blato, a Andrej je na tom susretu zabio 8 golova.

### Leicester City
Dana 7. siječnja 2015. Andrej potpisuje ugovor s engleskim Leicester Cityjem na tri i pol godine. 10. veljače 2015. godine Kramarić zabija svoj prvi gol za Leicester u Premiershipu protiv Arsenala. U proljetnom dijelu 2014./15. sezone odigrao 13 utakmica i postigao dva pogotka.

### TSG 1899 Hoffenheim
U siječnju 2016. godine, Kramarić odlazi na posudbu u njemački TSG 1899 Hoffenheim do kraja sezone. "Vrlo sam uzbuđen što ću zaigrati u Bundesligi i dat ću svoj doprinos kako bi klub izbjegao ispadanje", izjavio je Kramarić na predstavljanju u svojem novom klubu. Sportski direktor TSG Hoffenheima Alexander Rosen je izjavio: "Sretni smo što smo mogli realizirati ovaj transfer. Andrej je izvrstan strijelac koji će dati novi poticaj našem napadu". Za Hoffenheim je debitirao 23. siječnja protiv TSV Bayer 04 Leverkusen. Nizozemski bivši trener Huub Stevens je uveo Kramarića u 83. minuti.
Kramarić odlučio je ostati njemačkom Hoffenheimu nakon što je potpisao ugovor za bundesligaša do lipnja 2020. godine. Kramarić je 13. rujna 2020. zabio dva pogotka na gostovanju protiv njemačkog četvrtoligaša Chemnitzera u DFB-Pokalu, a također je zabio u raspucavanju jedanaesteraca. Dana 19. rujna 2020. u gostujućoj utakmici 1. kola Bundeslige Kramarić je zabio hat-trick u protiv Kölna.

## Reprezentativna karijera
U mlađim selekcijama ima nastupe u dobnim uzrastima: do 14, do 16, do 17, do 18, do 19, do 20 i do 21.
Dana 4. rujna 2014. Andrej je po prvi put nastupio za seniorsku nogometnu reprezentaciju Hrvatske u Puli na stadionu Aldo Drosina protiv Cipra. Svoj prvijenac za A selekciju Hrvatske ostvario je 9. rujna 2014. na utakmici u Zagrebu na Maksimiru protiv reprezentacije Malte.
Hrvatski nogometni izbornik objavio je u svibnju 2016. popis za nastup na Europskom prvenstvu u Francuskoj, na kojem se nalazi Kramarić. Kramarić je na Euru imao malu minutažu, ušao je pri kraju susreta u utakmicama protiv Turske i Španjolske, te u produžetcima protiv Portugala.
Dana 9. studenoga 2022. izbornik Zlatko Dalić uvrstio je Kramarića na popis igrača za Svjetsko prvenstvo 2022. Na tom je Svjetskom prvenstvu 27. studenoga Ivan Perišić dvaput asistirao Kramariću za pogodak u utakmici protiv Kanade koja je završila 4:1.

### Pogodci za reprezentaciju
| #   | Datum               | Stadion                                   | Protivnik      | Gol | Rezultat         | Natjecanje                |
| --- | ------------------- | ----------------------------------------- | -------------- | --- | ---------------- | ------------------------- |
| 1.  | 9. rujna 2014.      | Maksimir, Zagreb, Hrvatska                | Malta          | 2:0 | 2:0              | Kvalifikacije za EP 2016. |
| 2.  | 13. listopada 2014. | Gradski vrt, Osijek, Hrvatska             | Azerbajdžan    | 1:0 | 6:0              | Kvalifikacije za EP 2016. |
| 3.  | 7. lipnja 2015.     | Stadion Varteks, Varaždin, Hrvatska       | Gibraltar      | 4:0 | 4:0              | Prijateljska              |
| 4.  | 27. svibnja 2016.   | Stadion Gradski vrt, Koprivnica, Hrvatska | Moldavija      | 1:0 | 1:0              | Prijateljska              |
| 5.  | 15. studenoga 2016. | Windsor Park, Belfast, Sjeverna Irska     | Sjeverna Irska | 0:3 | 0:3              | Prijateljska              |
| 6.  | 9. listopada 2017.  | Olimpijski stadion Kijev, Kijev, Ukrajina | Ukrajina       | 0:1 | 0:2              | Kvalifikacije za SP 2018. |
| 7.  | 9. listopada 2017.  | Olimpijski stadion Kijev, Kijev, Ukrajina | Ukrajina       | 0:2 | 0:2              | Kvalifikacije za SP 2018. |
| 8.  | 10. studenoga 2017. | Stadion Maksimir, Zagreb, Hrvatska        | Grčka          | 4:1 | 4:1              | Kvalifikacije za SP 2018. |
| 8.  | 9. lipnja 2018.     | Stadion Gradski vrt, Osijek, Hrvatska     | Senegal        | 2:1 | 2:1              | Prijateljska              |
| 10. | 7. srpnja 2018.     | Olimpijski stadion Fišt, Soči, Rusija     | Rusija         | 1:1 | 2:2 (5:6) (11 m) | četvrtfinale SP-a 2018.   |
| 11. | 15. studenoga 2018. | Stadion Maksimir, Zagreb, Hrvatska        | Španjolska     | 1:0 | 3:2              | Liga nacija 2018. /19.    |
| 12. | 18. studenoga 2018. | Wembley Stadium, London, Engleska         | Engleska       | 0:1 | 2:1              | Liga nacija 2018./19.     |
| 13. | 21. ožujka 2019.    | Stadion Maksimir, Zagreb, Hrvatska        | Azerbajdžan    | 2:1 | 2:1              | Kvalifikacije za EP 2020. |
| 14. | 11. listopada 2020. | Stadion Maksimir, Zagreb, Hrvatska        | Švedska        | 2:1 | 2:1              | Liga nacija 2020./21.     |

## Nagrade i priznanja

### Individualna
- 2009.: Najbolji igrač Memorijalnog turnira Mladen Ramljak.
- 2009.: Najbolji strijelac Memorijalnog turnira Mladen Ramljak.
- 2014.: Najbolji igrač Prve HNL, u izboru kapetana klubova Prve HNL.
- 2018.: Odlukom Predsjednice Republike Hrvatske Kolinde Grabar-Kitarović odlikovan je Redom kneza Branimira s ogrlicom, za izniman, povijesni uspjeh hrvatske nogometne reprezentacije, osvjedočenu srčanost i požrtvovnost kojima su dokazali svoje najveće profesionalne i osobne kvalitete, vrativši vjeru u uspjeh, optimizam i pobjednički duh, ispunivši ponosom sve hrvatske navijače diljem svijeta ujedinjene u radosti pobjeda, te za iskazano zajedništvo i domoljubni ponos u promociji sporta i međunarodnog ugleda Republike Hrvatske, te osvajanju 2. mjesta na 21. Svjetskom nogometnom prvenstvu u Ruskoj Federaciji.[22]
- 2024. Odlukom predsjednik Republike Hrvatske Zorana Milanovića odlikovan je Poveljom Republike Hrvatske: "Za izniman uspjeh hrvatske nogometne reprezentacije, doprinos sportu i međunarodnom ugledu Republike Hrvatske te osvajanju 3. mjesta na 22. Svjetskom nogometnom prvenstvu u Državi Katru" [23]

### Klupska
Dinamo Zagreb
- Prvak Hrvatske (2): 2009./10., 2010./11.
- Hrvatski nogometni kup (2): 2010., 2011.
- Hrvatski nogometni superkup (1): 2013.

Rijeka
- Hrvatski nogometni kup (1): 2014.
- Hrvatski nogometni superkup (1): 2014.

### Reprezentativna
Hrvatska
- Svjetsko prvenstvo: 2018. (2. mjesto),[24] 2022. (3. mjesto)[25]
- UEFA Liga nacija (2. mjesto): 2022./23.

## Osobni život
Pohađao je zagrebačku XV. gimnaziju. i poslije toga upisao Ekonomski fakultet.
Kramarić zbog svoga prezimena uživa status zvijezde u češkom selu Krámy iz općine Příbram, jer je njegovo prezime vrlo slično s imenom mjesta koje je arhaičan češki izraz za trgovinu, jer je selo u prošlosti bilo trgovačko središte kraja.

## Vanjske poveznice

### Sestrinski projekti
|  | Zajednički poslužitelj ima još gradiva o temi Andrej Kramarić |

### Mrežna sjedišta
- Profil, Hnl-statistika.com
- Profil, Hrvatski nogometni savez
- Profil, Transfermarkt (engl.)